# Hajná Nová Ves
Hajná Nová Ves (bis 1927 slowakisch „Hajnová Ves“ oder „Hajnovejsa“; ungarisch Szeptencújfalu) ist eine slowakische Gemeinde im Okres Topoľčany und im Nitriansky kraj mit 347 Einwohnern (Stand 31. Dezember 2024).

## Geographie
Die Gemeinde befindet sich im mittleren Teil des Hügellands Nitrianska pahorkatina am Zusammenfluss der Bäche Blesovský potok und Lipovnícky potok im Einzugsgebiet der Radošinka. Das Ortszentrum liegt auf einer Höhe von 185 m n.m. und ist 13 Kilometer von Topoľčany entfernt.
Nachbargemeinden sind Blesovce im Norden und Osten, Horné Štitáre im Südosten, Horné Obdokovce im Süden, Lužany im Südwesten, Krtovce im Westen und Lipovník im Nordwesten.

## Geschichte

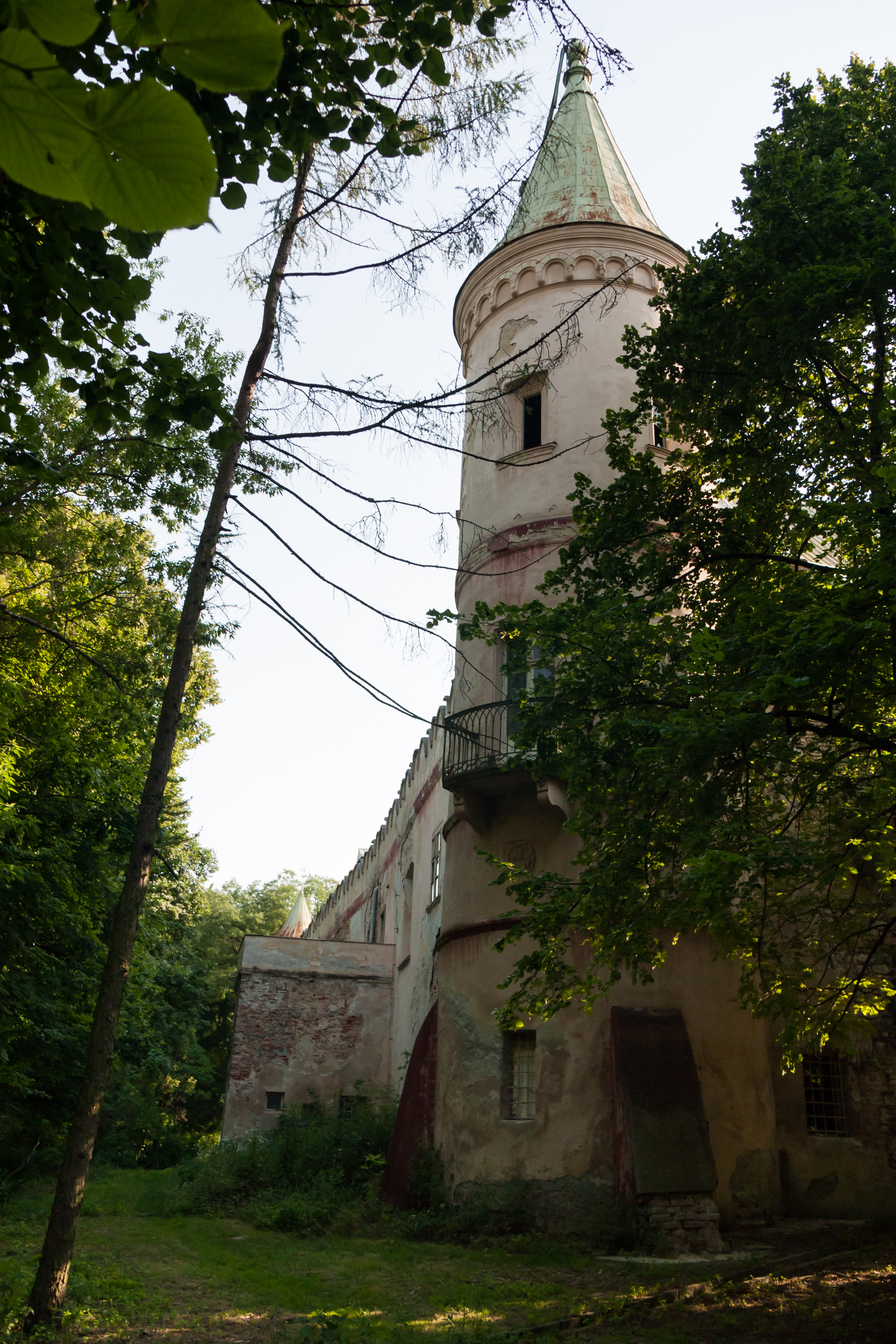
Landschloss in Hajná Nová Ves

Hajná Nová Ves entstand als zwei getrennte Orte, Szeptenc und Újfalu, die 1358 beziehungsweise 1381 erstmals urkundlich erwähnt wurden und noch im Mittelalter fusionierten. Beide Orte waren Besitz der Familie Korosi aus dem Geschlecht Divéky, spätere Besitzer stammten aus den Familien Szerdahelyi, Ocskay und Steiger. 1715 gab es Weingärten, 11 untertane und fünf Einlieger-Haushalte, 1753 wohnten 35 Familien im Ort, 1828 zählte man 42 Häuser und 292 Einwohner, die als Landwirte beschäftigt waren.
Bis 1918 gehörte der im Komitat Neutra liegende Ort zum Königreich Ungarn und kam danach zur Tschechoslowakei beziehungsweise heute Slowakei. Nach 1918 arbeiteten die Einwohner vorwiegend am Großgut der Familie Steiger, das nach 1945 parzelliert wurde.

## Bevölkerung
| Jahr                | 1994 | 2004    | 2014    | 2024    |
| ------------------- | ---- | ------- | ------- | ------- |
| Anzahl der Personen | 348  | 349     | 333     | 347     |
| Unterschied         |      | +0,28 % | −4,58 % | +4,20 % |

| Jahr                | 2023 | 2024    |
| ------------------- | ---- | ------- |
| Anzahl der Personen | 345  | 347     |
| Unterschied         |      | +0,57 % |

Gemäß der Volkszählung 2011 wohnten in Hajná Nová Ves 332 Einwohner, davon 324 Slowaken, vier Tschechen und ein Magyare. Drei Einwohner machten keine Angabe zur Ethnie.
275 Einwohner bekannten sich zur römisch-katholischen Kirche, 35 Einwohner zur Evangelischen Kirche A. B., drei Einwohner zur reformierten Kirche, zwei Einwohner zur griechisch-katholischen Kirche und ein Einwohner zu den Zeugen Jehovas und ein Einwohner zu einer anderen Konfession. 10 Einwohner waren konfessionslos und bei sechs Einwohnern wurde die Konfession nicht ermittelt.

## Bauwerke und Denkmäler
- Landschloss im Renaissancestil aus dem Jahr 1609, 1816 und 1924 umgebaut, mit einem großen englischen Park
- Kapelle im pseudoromanischen Stil aus dem späten 19. Jahrhundert